# Добре дошли в Колинууд
„Добре дошли в Колинууд“ (на английски: Welcome to Collinwood) е щатска криминална комедия от 2002 г. по сценарий и режисура на Антъни и Джо Русо. Във филма участват Уилям Мейси, Исая Уошингтън, Сам Рокуел, Майкъл Джетър, Луис Гусман, Патриша Кларксън, Андрю Даволи, Джордж Клуни, Дженифър Еспозито и Габриел Юниън. Римейк е на номинирания за „Оскар“ филм „Неизвестни извършители“ на Марио Моничели. Това е последния филм с участието на Майкъл Джетър.

## Актьорски състав
| Актьор            | Роля                  |
| ----------------- | --------------------- |
| Уилям Мейси       | Райли                 |
| Исая Уошингтън    | Леон                  |
| Сам Рокуел        | Перо „Пепе“ Махалович |
| Майкъл Джетър     | Тото                  |
| Луис Гусман       | Косимо                |
| Патриша Кларксън  | Росалинд              |
| Андрю Даволи      | Базил                 |
| Джордж Клуни      | Джерзи                |
| Дейвид Уаршхофски | Сержант Барбич        |
| Дженифър Еспозито | Кармела               |
| Габриел Юниън     | Мишел                 |